# Поиск (программа)

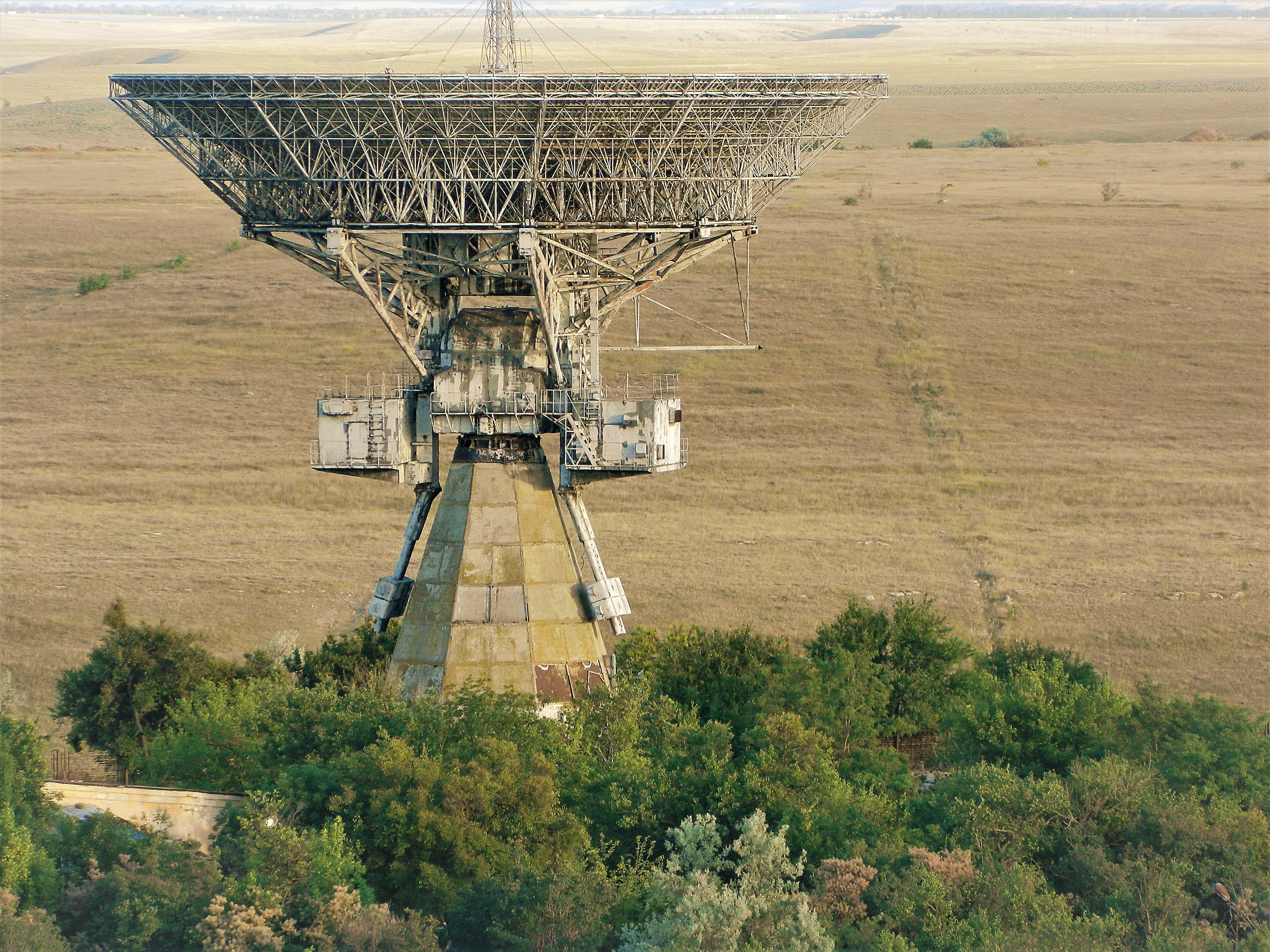
Вид на радиотелескоп ТНА-400

«Поиск» — советская программа по перехвату переговоров американских астронавтов во время полётов на Луну в рамках миссий «Аполлон». Осуществлялась в том числе с помощью крымского радиотелескопа ТНА-400 с диаметром главного рефлектора 32 метра. За время работы программы удалось перехватить переговоры с экипажами не только из околоземного пространства, но и во время их нахождения на поверхности Луны.

## Предыстория
В конце 1967 года секретарь ЦК КПСС Дмитрий Федорович Устинов дал поручение Главному конструктору НИИ-885 Михаилу Сергеевичу Рязанскому разработать радиотехнический комплекс, предназначенный для приёма сигналов американских космических кораблей, совершавших полёты в рамках программы «Аполлон». К созданию комплекса в рамках опытно-конструкторских работ (шифр ОКР «Поиск») были привлечены, кроме НИИ-885, еще две организации: ОКБ МЭИ (г. Москва) и ФГУП «РНИИРС» (г. Ростов-на-Дону). В составе комплекса было решено использовать антенну П-400, расположенную близ Симферополя. Всё необходимое оборудование (приёмные устройства, аппаратура демодуляции и регистрации) было введены в строй в ноябре 1968 года.

## Работа «Поиска» и его итоги
В рамках реализации программы слежение велось за космическими кораблями экспедиций «Аполлон-8», «Аполлон-10», «Аполлон-11» и «Аполлон-12». Перехваты продолжались с декабря 1968 г. по ноябрь 1969 г. Были не только получены данные телеметрии, передаваемые с кораблей на Землю, но и записаны переговоры экипажей и получен телевизионный сигнал низкого качества. Траекторные данные «Аполлонов» (эфемериды) готовили сотрудники Института космических исследований АН СССР.
При осуществлении программы советские инженеры и учёные столкнулись с рядом трудностей: не были точно известны баллистические данные орбит «Аполлонов», поэтому их приходилось вычислять по известному времени старта кораблей и их прибытия к Луне; также комплекс не мог обеспечить круглосуточный перехват сигнала, так как работал лишь в то время, когда естественный спутник Земли был виден из Крыма.

## Упоминания в СМИ
Первые публикации о программе «Поиск» увидели свет в 2005 году в журнале «Новости космонавтики». Документы, относящиеся к программе, были частично обнародованы в 2023 году, когда попали в руки журналисту газеты «Известия» Ольге Коленцовой. Затем собирать, проверять и публиковать информацию о программе стал российский писатель и журналист, историк космонавтики Антон Первушин, размещая документы на своём персональном сайте и в книге. Подлинность документов, полученных Первушиным, подтвердил А. М. Горин, непосредственно участвовавший в программе.
Оцифровка некоторых сеансов радиоперехвата переговоров с Луны для телекомпании НТВ была осуществлена Студией Video8 и показана в телепередаче «Программа максимум», причём в кадр попала не только плёнка, записанная в 1968 или 1969 году, но и ряд документов, касающихся «Поиска».
Водитель советских «Луноходов», работавший в НИП-10, Вячеслав Довгань подтвердил работы по слежению за программой «Аполлон».